# مقرن المقيرن
مقرن المقيرن (مواليد 21 يوليو 1989) هو لاعب كرة قدم سعودي لعب سابقاً في نادي الجيل .

## وصلات خارجية
- مقرن المقيرن على موقع Soccerway.com (الإنجليزية)

- مقرن المقيرن